# Bracon pectoralis
Bracon pectoralis är en stekelart som först beskrevs av Wesmael 1838.  Bracon pectoralis ingår i släktet Bracon och familjen bracksteklar. Utöver nominatformen finns också underarten B. p. unicolor.